# SSM-N-2 Triton
SSM-N-2 Triton è il programma relativo ad un missile da crociera per impiego navale portato avanti dall'US Navy tra gli anni quaranta e la seconda metà degli anni cinquanta. Il programma, inizialmente piuttosto ambizioso, venne successivamente ridimensionato ed infine cancellato, senza che nessun esemplare sia stato mai lanciato.

## Storia

### Sviluppo
Il requisito per un missile da crociera per impiego da parte di unità navali di superficie e subacquee venne emesso dalla marina statunitense nel settembre 1946. Inizialmente chiamato Triton, il programma venne ridesegnato SSM-2 un anno dopo, ed infine SSM-N-2 nel 1948.
Il programma era molto ambizioso, tanto che i primi 12 mesi furono passati cercando di stabilire quali dovessero essere le caratteristiche di questo nuovo sistema d'arma, nonché le relative prestazioni.
Nel 1950, finalmente, si arrivò ad una prima formulazione delle specifiche, che furono tuttavia riviste nel 1955 perché giudicate troppo ambiziose. Nello stesso anno, fu approvato lo sviluppo del sistema, del quale era previsto l'ingresso in servizio nel 1965.
Successivamente, le specifiche progettuali furono riviste ulteriormente. Tuttavia, nel 1957, l'intero programma venne cancellato: infatti, questo sistema d'arma era divenuto sostanzialmente obsoleto, poiché avrebbe costituito solo un marginale miglioramento rispetto all'RGM-15 Regulus II (all'epoca chiamato SSM-N-9) ed all'UGM-27 Polaris (che era in una fase molto avanzata di sviluppo).
Nessun SSM-N-2 Triton fu mai lanciato, e non è chiaro nemmeno se venne completato un prototipo (che avrebbe dovuto avere il nome di XSSM-N-2).

## Descrizione tecnica
Come detto in precedenza, il Triton avrebbe dovuto essere un missile da crociera per impiego navale utilizzabile su unità sia di superficie, sia sottomarine.
Per quanto riguarda le specifiche tecniche e le prestazioni previste, queste furono riviste più volte.
| Dati tecnici            | Prima configurazione (1950) | Seconda configurazione (1955) | Terza configurazione |
| ----------------------- | --------------------------- | ----------------------------- | -------------------- |
| Peso al lancio (kg)     | 16 300                      | 12 400                        | 13 600               |
| Peso testata (kg)       | 1 800                       | 680                           | ?                    |
| Autonomia (km)          | 3 700                       | 2 200                         | 2 800                |
| Velocità massima (Mach) | 1.6-2.5                     | ?                             | 3.5                  |

Tutte le varie versioni ipotizzate, comunque, avrebbero dovuto utilizzare le stesse catapulte di lancio previste per gli RGM-6 Regulus.
L'impianto propulsivo avrebbe dovuto essere costituito da uno statoreattore per la fase di crociera, e da alcuni boosters a propellente solido per la fase di partenza.

Il sistema di guida avrebbe dovuto essere inerziale o magnetico per la fase di crociera, e di tipo infrarosso o con mappatura radar per quella finale di attacco. Il CEP richiesto era di 550 m.